# R. J. Mitchell
R. J. Mitchell was een Ierse astronoom. Van 1852 tot 1855 was hij actief als assistent van de Ierse edelman en astronoom William Parsons, die Mitchell omschreef als "An eminently cautious and painstaking observer". Volgens Johan Dreyer, samensteller van de New General Catalogue, was Mitchell de werkelijke ontdekker van heel wat objecten die oorspronkelijk aan Parsons werden toegeschreven.
In 1855 vervolledigde hij, gebruikmakend van een 72-inch telescoop, een schets van NGC 1952. Het is deze schets die NGC 1952 de bijnaam Krabnevel opleverde.

## De door R. J. Mitchell ontdektedeepskyobjecten, opgenomen in de New General Catalogue
- Van nagenoeg alle door R. J. Mitchell gevonden objecten werd lange tijd verondersteld dat ze ontdekt waren door William Parsons, bij wie Mitchell assistent was.

NGC 20, NGC 67, NGC 69, NGC 70, NGC 71, NGC 72, NGC 74, NGC 90, NGC 93, NGC 169, NGC 207, NGC 394, NGC 444, NGC 498, NGC 501, NGC 531, NGC 542, NGC 770, NGC 870, NGC 876, NGC 894, NGC 1410, NGC 2247, NGC 2475, NGC 2480, NGC 2490, NGC 2495, NGC 2605, NGC 2686, NGC 2687, NGC 2688, NGC 2689, NGC 2739, NGC 2847, NGC 2857, NGC 2873, NGC 2988, NGC 3016, NGC 3019, NGC 3152, NGC 3160, NGC 3165, NGC 3416, NGC 3461, NGC 3639, NGC 3803, NGC 3807, NGC 3973, NGC 3989, NGC 4016, NGC 4118, NGC 4607, NGC 4637, NGC 4809, NGC 4810, NGC 5088, NGC 5143, NGC 5276, NGC 5319, NGC 5341, NGC 5349, NGC 5472, NGC 5524, NGC 5527, NGC 5721, NGC 5723, NGC 5724, NGC 5805, NGC 5895, NGC 5896, NGC 5901, NGC 6179, NGC 6961, NGC 6965, NGC 6967, NGC 7387, NGC 7397, NGC 7398, NGC 7401, NGC 7402, NGC 7433, NGC 7435, NGC 7672, NGC 7752, NGC 7765.